# Univerza na Primorskem
Univerza na Primorskem – słoweńska uczelnia publiczna w Koprze. Została założona w 2003 roku jako trzeci uniwersytet w kraju.
W 2019 roku funkcję rektora objęła Klavdija Kutnar.

## Wydziały i jednostki
Stan z maja 2025 r.
- Wydział Nauk Humanistycznych
- Wydział Zarządzania
- Wydział Matematyki, Nauk Przyrodniczych i Technologii Informacyjnej
- Wydział Pedagogiczny
- Wydział Studiów Turystycznych Portorož – Turystyka
- Wydział Nauk o Zdrowiu
- Instytut Andreja Marušiča
- Domy studenckie
- Biblioteka uniwersytecka
- Centrum Kariery UP
- Centrum Nauki UP
- Wydawnictwo UP

## Władze
Stan z maja 2025 r.

### Władze rektorskie
| Stanowisko                                | Imię i nazwisko          |
| ----------------------------------------- | ------------------------ |
| Rektor                                    | prof. dr Klavdija Kutnar |
| Prorektor ds. Nauczania                   | prof. dr Tina Štemberger |
| Prorektor ds. Badań i Rozwoju             | prof. dr Štefko Miklavič |
| Prorektor ds. Umiędzynarodowienia         | prof. dr Michaël Mrissa  |
| Prorektor ds. Gospodarczych i Finansowych | prof. dr Rok Strašek     |

### Władze administracyjne
| Stanowisko          | Imię i nazwisko         |
| ------------------- | ----------------------- |
| Sekretarz Generalny | dr Boštjan Frelih       |
| Starszy Doradca     | prof. dr Dragan Marušič |
| Starszy Doradca     | Aleš Oven               |
| Starszy Doradca     | Viljem Tisnikar         |